# Frans Thijssen
Frans Thijssen (né le 23 janvier 1952 à Malden) est un footballeur néerlandais.

## Biographie
Ce milieu de terrain s'est illustré dans le championnat d'Angleterre lorsqu'il a joué à Ipswich Town, avec lequel il a remporté la Coupe UEFA en 1981, puis à Nottingham Forest.
Dans son pays, il a porté les couleurs de petits clubs comme NEC Nimègue, le FC Twente, Fortuna Sittard, le FC Groningue et le Vitesse Arnhem.
Thijssen a été sélectionné 14 fois en équipe des Pays-Bas.
Après sa carrière de joueur, il devient entraîneur. Il dirige le Vitesse Arnhem de 1995 à 1996.  
Le 24 novembre 2014, il est nommé entraîneur des Brisbane Roar.

## Parcours d'entraineur
- nov. 1995-1996 :  Vitesse Arnhem
- jan. 1997-1998 :  Malmö FF
- 1999-aout 1999 :  De Graafschap Doetinchem
- oct. 2000-2001 :  Fortuna Sittard
- nov. 2014-2015 :  Brisbane Roar FC